# Daillecourt
Daillecourt település Franciaországban, Haute-Marne megyében. Lakosainak száma 72 fő (2022. január 1.). Daillecourt Val-de-Meuse, Noyers, Perrusse, Bassoncourt, Breuvannes-en-Bassigny, Buxières-lès-Clefmont és Clefmont községekkel határos.

## Népesség
A település népességének változása:
| Lakosok száma | 139  | 131  | 107  | 76   | 85   | 78   | 74   | 72   | 72   | 72   |
|               | 1968 | 1982 | 1990 | 2006 | 2013 | 2015 | 2017 | 2019 | 2020 | 2022 |